# Ourense
Ourense este un oraș în provincia Ourense, din comunitatea autonomă Galicia, Spania.